# Rhopalomyces elegans
Rhopalomyces elegans är en svampart. Rhopalomyces elegans ingår i släktet Rhopalomyces och familjen Helicocephalidaceae.

## Underarter
Arten delas in i följande underarter:
- apiculatus
- elegans

## Bildgalleri

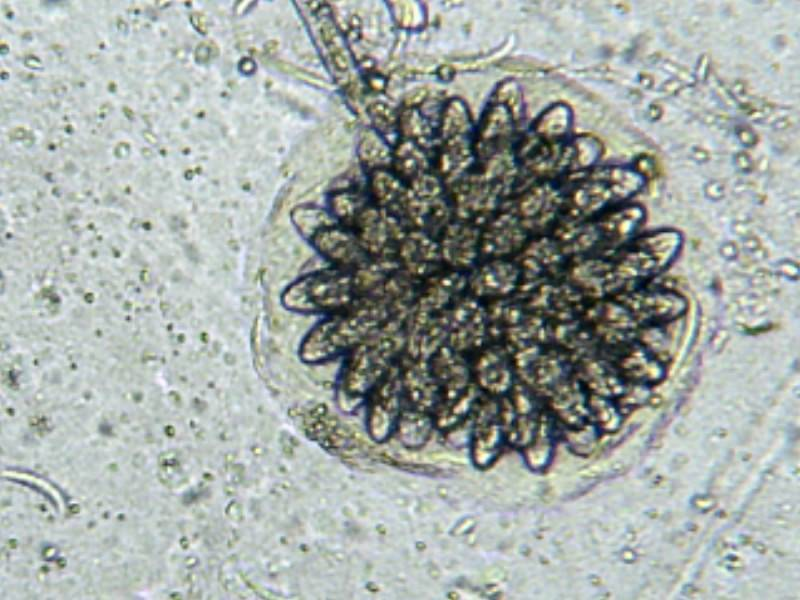